# Вальдштеттен (Остальбкрайс)
Вальдштеттен (нем. Waldstetten) — община в Германии, в земле Баден-Вюртемберг.
Подчиняется административному округу Штутгарт. Входит в состав района Восточный Альб. Население составляет 7140 человек (на 31 декабря 2010 года). Занимает площадь 20,95 км².
В коммуне работает компания-производитель мебели Leicht.